# Menetekel

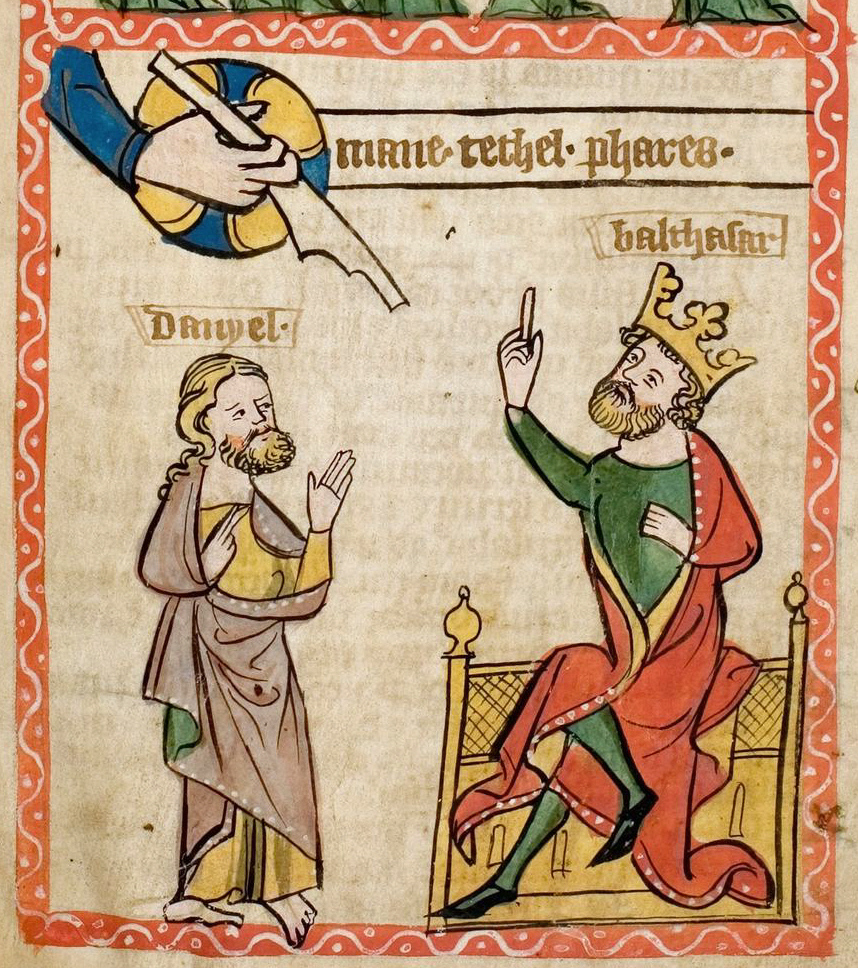
Belsazar erscheint das „Menetekel“ (Miniatur in einer Heilsspiegel-Handschrift des 14. Jahrhunderts)

Als (das) Menetekel (IPA: [meneˈteːkl̩], anhörenⓘ) bezeichnet man eine unheilverkündende Warnung, einen ernsten Mahnruf oder ein Vorzeichen drohenden Unheils. Der Begriff ist von einem biblischen Wortspiel in akkadischer Sprache abgeleitet, das Gott dem König Belšazar als Ankündigung seines baldigen Todes und des Untergangs seines Königreiches überbracht haben soll.

## Wortherkunft

### Biblische Überlieferung

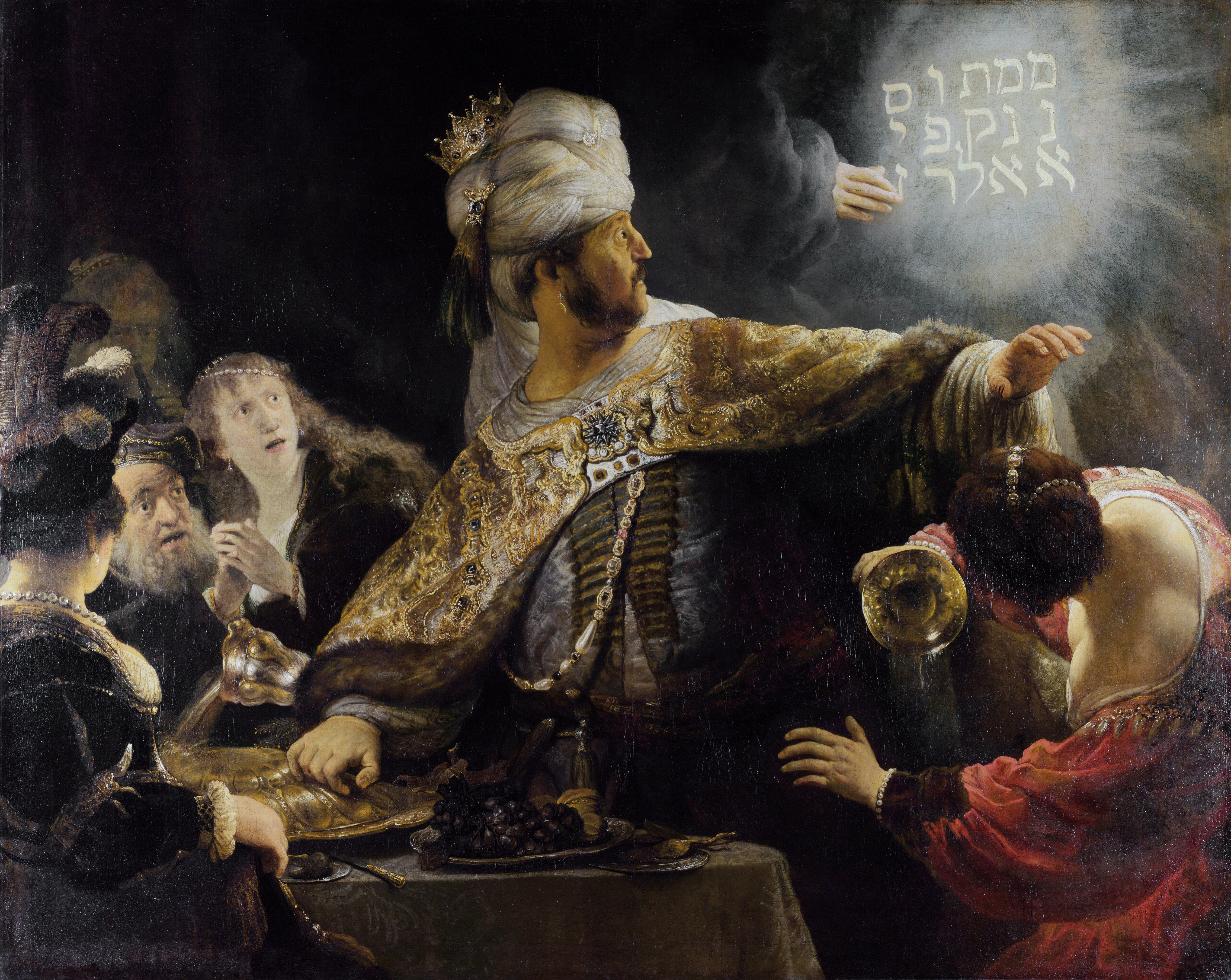
Rembrandt: Das Gastmahl des Belsazar (1635)

Im Buch Daniel des Tanach wird Belšazar als Nachfahre des Nebukadnezar II. beschrieben. In Dan 5  wird geschildert, wie Belšazar von Gott bestraft wird:
König Belšazar veranstaltet ein großes Fest und betrinkt sich. In seiner Trunkenheit wird er übermütig und lässt sämtliche goldenen und silbernen Kelche und Pokale herbeischaffen, die sein Vater, König Nebukadnezar II., aus Jerusalem geraubt hatte. Belšazar trinkt nun aus diesen Gefäßen und lässt seine Götter preisen. Daraufhin erscheint eine geisterhafte Hand ohne menschlichen Körper und schreibt mit ihren Fingern fremdartige Worte an die Wand, der Belšazar gegenübersitzt. Der König erschrickt und lässt all seine Weisen und Propheten kommen und verspricht ihnen, dass er sie in Purpur kleiden, mit Gold behängen und zum dritten Mann im Königreich ernennen würde, wenn sie ihm nur die Worte übersetzen und deuten könnten. Doch sie können das Geschriebene weder lesen noch übersetzen. Darüber erschrickt Belšazar noch mehr. Da erscheint seine Mutter und berichtet ihm, dass ein Weiser namens Daniel in der Lage sei, jegliche Art von Omen, Traum oder Rätsel zu deuten. Daraufhin wird Daniel zu König Belšazar gebracht.
Daniel liest die Worte „mənēʾ mənēʾ təqēl ûp̄arsîn (מְנֵ֥א מְנֵ֖א תְּקֵ֥ל וּפַרְסִֽין)“ und interpretiert sie: „Mənēʾ: Gezählt, das heißt, Gott hat gezählt (mənāh מְנָֽה) die Tage Deiner Königsherrschaft und sie beendet. Təqēl: Gewogen, das heißt, Du wurdest auf der Waage gewogen (təqiltāʾ תְּקִ֥לְתָּא) und für zu leicht befunden. Pərēs פְּרֵ֑ס: Zerteilt (pərîsat̲ פְּרִיסַת֙) wird Dein Königreich und den Persern und Medern übergeben“.
Daniel erklärt dem König auch, warum Gott so entschieden hat: „Du hast all die silbernen, goldenen, ehernen, eisernen, hölzernen und steinernen Götter gepriesen, die weder sehen noch hören noch fühlen können. Den Gott aber, der deinen Atem und alle deine Wege in seiner Hand hat, den hast du nicht verherrlicht. Deshalb wurde von ihm diese Hand gesandt und diese Schrift geschrieben.“ Belšazar hält sein Versprechen: Er lässt Daniel in Purpur kleiden, mit Gold behängen und zum dritten Mann im Königreich ausrufen. Aber noch in derselben Nacht wird Belšazar umgebracht.

### Historische Forschung
Das Wortspiel mene mene tekel u-parsin ist höchstwahrscheinlich von den akkadischen Worten manû šiqlu parsu hergeleitet, die als Bezeichnungen im Zusammenhang von Gewichtseinheiten benutzt wurden: Mēne bedeutet „Mina“, tekel heißt „Schekel“ und pēres (von parsīn) meint somit „halbe Mina“. Diese Deutung knüpft direkt an die wörtliche Übersetzung der drei Worte als „gezählt, gewogen, geteilt“ an. Das aramäische Wort parsīn kann gleichzeitig als ein scherzhaft gemeintes Wortspiel auf den Begriff „Persien/Perser“ aufgefasst werden: Es zielt vielleicht auf den Umstand ab, dass Babylon tatsächlich von den Persern überrannt wurde. Daniel war offenbar der Einzige, der die sprachliche Herausforderung des Wortspiels durchschaute, es plausibel zu deuten vermochte und es überdies wagte, den Herrscher öffentlich mit seiner herrschaftskritischen Deutung zu konfrontieren.
Vor diesem Hintergrund wird klar, warum die geladenen Gäste sich nicht mit eigenen Interpretationen hervorwagten, obwohl die Begriffe zur Umgangssprache gehörten. Heute ist die ursprüngliche Bedeutung des Wortspiels noch unsicherer zu rekonstruieren, weil der Autor des Danielbuchs aus den Zeichen vorgeblich göttlicher Autorschaft ein Wortspiel in aramäischer Sprache machte, deren Schrift keine Vokale abbildet, sodass sich die Bedeutung der Zeichen umfassend ändern lässt, je nachdem als welche Worte man sie liest. Das eigentlich Gemeinte bleibt so verborgen in der Menge plausibler Interpretationen.

## Moderne Bedeutung und Auslegung

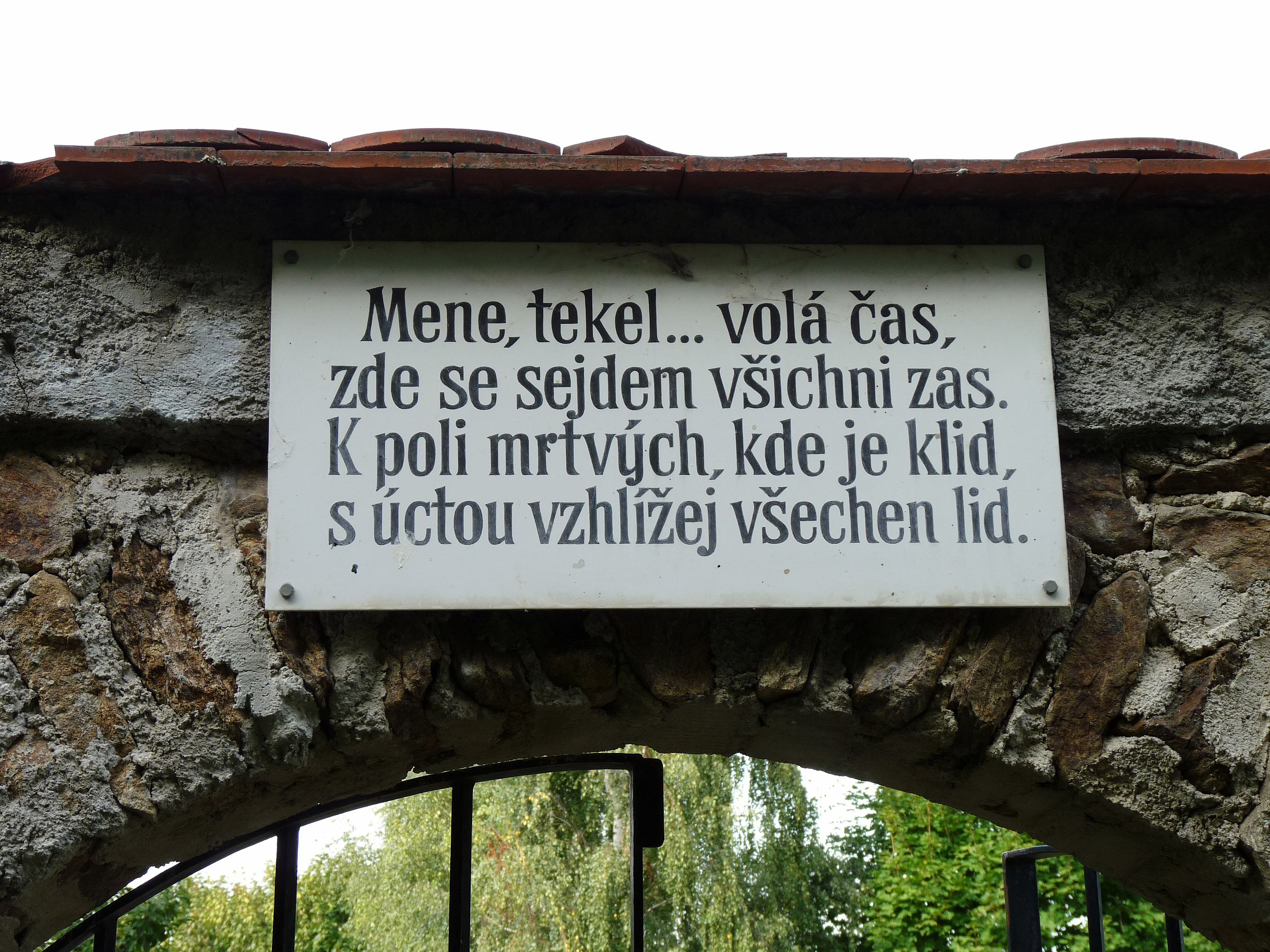
Aufschrift Menetekel am Eingangstor des jüdischen Friedhofs von Vlachovo Březí, Tschechien

Bis in die heutige Zeit wird „Menetekel“ als Inbegriff drohenden Unheils, das letztlich nicht abwendbar ist, verstanden. Dabei gilt das besondere Augenmerk der Unvermeidbarkeit des Unglücks. „Menetekel“ steht auch für dunkle Vorahnungen, böse Omen und Zerstörung bringendes Schicksal. Generell hat der Begriff bis heute keinerlei positive Konnotationen erfahren. Dabei ist zu berücksichtigen, dass die biblische Botschaft nach Ansicht der an sie glaubenden Religionen nicht Menschenwerk ist, sondern göttlicher Natur. Daher kommt dem Menetekel der Bibel eine besondere Bedeutung zu, die dadurch noch gesteigert wird, dass den Geschädigten, die bei dem von Hybris geprägten Fest nicht anwesend sind (in diesem Falle die bestohlenen Bewohner von Jerusalem), zunächst sinnbildlich eine anklagende Stimme verliehen wird und ihnen schließlich doch noch Gerechtigkeit widerfährt. Diese Deutung verleiht der Geschichte vom Gastmahl des Belšazar eine gewisse Moral: Alles Fehlverhalten hat Folgen.